# Дейтон (округ Вопака, Вісконсин)
Дейтон (англ. Dayton) — місто (англ. town) в США, в окрузі Вопака штату Вісконсин. Населення — 2644 особи (2020).

## Демографія
Згідно з переписом 2010 року, у місті мешкало 2748 осіб у 1137 домогосподарствах у складі 817 родин. Було 1675 помешкань
Расовий склад населення:
| - 98,1 % — білих - 0,3 % — корінних американців - 0,3 % — азіатів - 0,1 % — чорних або афроамериканців |

До двох чи більше рас належало 0,8 %. Частка іспаномовних становила 2,1 % від усіх жителів.
За віковим діапазоном населення розподілялося таким чином: 21,0 % — особи молодші 18 років, 60,8 % — особи у віці 18—64 років, 18,2 % — особи у віці 65 років та старші. Медіана віку мешканця становила 46,4 року. На 100 осіб жіночої статі у місті припадало 103,1 чоловіків;  на 100 жінок у віці від 18 років та старших — 105,8 чоловіків також старших 18 років.
Середній дохід на одне домашнє господарство  становив 78 489 доларів США (медіана — 61 250), а середній дохід на одну сім'ю — 86 970 доларів (медіана — 67 750). Медіана доходів становила 62 361 долар для чоловіків та 34 886 доларів для жінок. За межею бідності перебувало 6,7 % осіб, у тому числі 9,0 % дітей у віці до 18 років та 3,9 % осіб у віці 65 років та старших.
Цивільне працевлаштоване населення становило 1265 осіб. Основні галузі зайнятості: освіта, охорона здоров'я та соціальна допомога — 26,7 %, виробництво — 18,7 %, мистецтво, розваги та відпочинок — 11,2 %, будівництво — 9,6 %.